# Eueides pseudeans
Eueides pseudeans är en fjärilsart som beskrevs av Eugene Boullet och Le Cerf 1910. Eueides pseudeans ingår i släktet Eueides och familjen praktfjärilar. Inga underarter finns listade i Catalogue of Life.